# Canton de Pau-2
Le canton de Pau-2 est une circonscription électorale française du département des Pyrénées-Atlantiques.

## Histoire
Un nouveau découpage territorial des Pyrénées-Atlantiques entre en vigueur à l'occasion des élections départementales de 2015. Il est défini par le décret du 25 février 2014, en application des lois du 17 mai 2013 (loi organique 2013-402 et loi 2013-403). Les conseillers départementaux sont, à compter de ces élections, élus au scrutin majoritaire binominal mixte. Les électeurs de chaque canton élisent au Conseil départemental, nouvelle appellation du Conseil général, deux membres de sexe différent, qui se présentent en binôme de candidats. Les conseillers départementaux sont élus pour 6 ans au scrutin binominal majoritaire à deux tours, l'accès au second tour nécessitant 12,5 % des inscrits au 1er tour. En outre la totalité des conseillers départementaux est renouvelée. Ce nouveau mode de scrutin nécessite un redécoupage des cantons dont le nombre est divisé par deux avec arrondi à l'unité impaire supérieure si ce nombre n'est pas entier impair, assorti de conditions de seuils minimaux. Dans les Pyrénées-Atlantiques, le nombre de cantons passe ainsi de 52 à 27.
Le canton de Pau-2 est formé de la commune d'Idron, issue de l'ancien canton de Pau-Est, et d'une fraction de la commune de Pau. Il est entièrement inclus dans l'arrondissement de Pau. Le bureau centralisateur est situé à Pau.

## Représentation
| Période élective | Période élective | Mandat | Mandat   | Identité             | Nuance | Nuance | Qualité                                                                                              |
| ---------------- | ---------------- | ------ | -------- | -------------------- | ------ | ------ | --- |
| 2015             | 2021             | 2015   | 2021     | Marc Cabane          |        | MoDem  | Ancien Préfet, adjoint au maire de Pau                                                               |
| 2015             | 2021             | 2015   | 2021     | Annie Hild           |        | LR     | Architecte, maire d'Idron                                                                            |
| 2021             | 2028             | 2021   | en cours | Jean-François Maison |        | DVG    | Chef d'entreprise, ancien conseiller général (2008-2015), ancien adjoint au maire de Pau (2008-2014) |
| 2021             | 2028             | 2021   | en cours | Karine Péré          |        | DVG    | Professeure des écoles, Idron                                                                        |

### Résultats détaillés

#### Élections de mars 2015
À l'issue du 1er tour des élections départementales de 2015, deux binômes sont en ballottage : Marc Cabane et Annie Hild (DVD, 35,53 %) et Jean-François Maison et Stéphanie Paternotte (Union de la Gauche, 33,73 %). Le taux de participation est de 47,15 % (7 659 votants sur 16 245 inscrits) contre 52,8 % au niveau départemental et 50,17 % au niveau national.
Au second tour, Marc Cabane et Annie Hild (DVD) sont élus avec 51,7 % des suffrages exprimés et un taux de participation de 49,47 % (3 778 voix pour 8 036 votants et 16 245 inscrits).

#### Élections de juin 2021
Le premier tour des élections départementales de 2021 est marqué par un très faible taux de participation (33,26 % au niveau national). Dans le canton de Pau-2, ce taux de participation est de 33,01 % (5 144 votants sur 15 585 inscrits) contre 38,82 % au niveau départemental. À l'issue de ce premier tour, deux binômes sont en ballottage : Jean-François Maison et Karine Péré (DVG, 28,83 %) et Clarisse Johnson Le Loher et Fayçal Karoui (DVC, 26,31 %).
Le second tour des élections est marqué une nouvelle fois par une abstention massive équivalente au premier tour. Les taux de participation sont de 34,36 % au niveau national, 40,13 % dans le département et 34,44 % dans le canton de Pau-2. Jean-François Maison et Karine Péré (DVG) sont élus avec 54,87 % des suffrages exprimés (2 657 voix pour 5 368 votants et 15 586 inscrits),,.

## Composition
| Nom                         | Code Insee | Intercommunalité      | Superficie (km2) | Population (dernière pop. légale)                | Densité (hab./km2) | Modifier                                    |
| --------------------------- | ---------- | --------------------- | ---------------- | ------------------------------------------------ | ------------------ | ------------------------------------------- |
| Pau (bureau centralisateur) | 64445      | CA Pau Béarn Pyrénées | 31,51            | Fraction : 19 428 (2022) Commune : 78 620 (2022) | 2 495              | modifier les données · modifier les données |
| Idron                       | 64269      | CA Pau Béarn Pyrénées | 7,78             | 5 134 (2022)                                     | 660                | modifier les données · modifier les données |
| Canton de Pau-2             | 6419       |                       |                  | 24 562 (2022)                                    |                    | modifier les données                        |

Le canton de Pau-2 comprend :
1. une commune entière,
2. la partie de la commune de Pau située à l'est d'une ligne définie par l'axe des voies et limites suivantes : depuis la limite territoriale de la commune de Buros, avenue de Buros, avenue du Loup, rue Jean-Moulin, rue Léon-Jouhaux, boulevard Tourasse, avenue du Loup, avenue Honoré-Baradat, rue Jean-Jaurès, rue Anatole-France, avenue du Loup, rue Jean-Jacques-de-Monaix, avenue des Lilas, avenue de Rousse, allée de Morlàas, avenue Blé-Moullé, avenue du Maréchal-Leclerc, rond-point Yitzhak-Rabin, avenue Alfred-Nobel, jusqu'à la limite territoriale de la commune de Bizanos.

## Démographie
En 2022, le canton comptait 24 562 habitants, en évolution de +0,94 % par rapport à 2016 (Pyrénées-Atlantiques : +3,78 %, France hors Mayotte : +2,11 %).
| 2013   | 2018   | 2022   |
| ------ | ------ | ------ |
| 24 359 | 24 016 | 24 562 |